# Cindy Devine
Cindy Devine (Maracaibo, Venezuela, 1960) es una deportista canadiense que compitió en ciclismo de montaña en la disciplina de descenso. Ganó tres medallas en el Campeonato Mundial de Ciclismo de Montaña entre los años 1990 y 1992.

## Palmarés internacional
| Campeonato Mundial | Campeonato Mundial       | Campeonato Mundial | Campeonato Mundial |
| Año                | Lugar                    | Medalla            | Competición        |
| ------------------ | ------------------------ | ------------------ | ------------------ |
| 1990               | Durango (Estados Unidos) | Medalla de oro     | Descenso           |
| 1991               | Barga (Italia)           | Medalla de bronce  | Descenso           |
| 1992               | Bromont (Canadá)         | Medalla de bronce  | Descenso           |